# Fadoro Fulolo
Fadoro Fulolo is een bestuurslaag in het regentschap Nias Utara van de provincie Noord-Sumatra, Indonesië. Fadoro Fulolo telt 565 inwoners (volkstelling 2010).